# هبيب بن مغفل الغفاري الكناني
هُبَيب بن مغفل الغفاري الكناني صحابي جليل كان في الحبشة ثم أسلم وهاجر، شهد فتح مصر ثم سكن مصر، وعليه يطلق اسم وادي هبيب المعروف باسم وادي النطرون في مصر.

## نسبه
- هو: هبيب بن عمرو بن مغفل بن الواقعة بن حرام بن غفار بن مليل بن ضمرة بن بكر بن عبد مناة بن كنانة بن خزيمة بن مدركة بن إلياس بن مضر بن نزار بن معد بن عدنان.[2]
- هبيب: بضم الهاء، وفتح الباء، وتسكين الياء تحتها نقطتان، وآخره باء موحدة ثانية. ومغفل: بضم الميم، وسكون الغين، وكسر الفاء.[3]
- قال ابن حبان: (هبيب بن مغفل الطفاوي له صحبة عداده في أهل مصر).[4]
- قال الدارقطني: (‌هبيب بن مغفل الغفاري ، له صحبة، روى عن النبي صلى الله عليه وسلم في الإزار: " من وطئة في النار " حديثه عند أهل مصر).[5]
- قال أبو نعيم الأصبهاني: (وسمي مغفلا لأنه أغفل سمة إبله فلم يسمها، روى عنه أسلم أبو عمران).[6]

## من روى عنه
1. روى عنه: أسلم أبو عمران.[7]
2. روى عنه: أبو تميم الجيشاني.[8]

## روايته للحديث
1. أَخبرنا أَبو الفضل بن أَبي الحسن المخزومي بإِسناده إِلى أَحمد بن علي قال: حدثنا هارون بن معروف، حدثنا عبد اللّه بن وهب، حدثنا عمرو بن الحارث، عن يزيد بن أَبي حبيب، عن أَسلم أَبي عمران، عن هبيب بن مُغْفِل أَنه رأَى محمد بن عُلْبَة القرشي يجر إِزاره، فنظر إِليه هبيب وقال: سمعتُ رسول الله صَلَّى الله عليه وسلم يقول: "مَنْ وَطِئَهُ ـــ يَعْنِي الْإِزار منَ الْخُيَلَاءَ وَطِئَهُ فِي الْنَّارِ".[9]
2. أخرج ابن منده مِنْ طريق عمرو بن الحارث؛ عن يزيد بن أبي حبيب؛ عن أسلم أبي عمران عن هُبَيب، بموحدتين مصّغرًا، ابن مُغْفِل؛ بضم الميم وسكون المعجمة وفاء مكسورة وبعدها لامٌ ـــ أنه رأى محمد بن عُلْبَة القرشي يجرُّ إزاره فنظر إليه هُبيب، فقال: أما سِمْعَت رسول الله صلى الله عليه وآله وسلم يقول: "وَيْلٌ لِلأَعْقَابِ مِنَ النَّارِ"؟.[10]
3. وأخرجه أَحْمَدُ من هذا الوجه؛ لكن لفظه: عن هُبَيب أنه رأى محمّدًا القرشيّ يجرُّ إزاره؛ فنظر إليه وقال: سمعت رسول الله صلى الله عليه وآله وسلم... الحديث، كذا عنده: سمعت بلفظ المثناة. وله فيه قصّةٌ. أخرجه ابْنُ يُونُسَ مِنْ وجه آخر، عن أبي يزيد أن أبا عُمران أخبره قال: بعثني سلمة بن مَخْلَد إلى صاحب الحبشة؛ فلما حضرت بالباب وجدْتُ هُبَيب بن مُغْفِل صاحبَ النبيّ صلى الله عليه وآله وسلم ومحمد بن عُلْبَة القرشي، فأذن لمحمد فقام يجرُّ إزَارهُ، فنظر إليه هُبيب، فقال: سمعت... الحديث. وهكذا أخرجه النَّسَائِيُّ مِنْ وجهٍ آخر عن يزيد بالحديث دون القصّة.[11]
4. ومن طريق أبي تميم الجيشاني غزونا مع عمرو بن العاص أطرابلس فاختلف هو وهبيب بن مغفل في قضاء دين رمضان.[12]
5. ومن طريق أبي صالح الغفاري خرجت مع هبيب بن مغفل فخرج الى أبيه يعوده وذلك بعد الظهر فسار فقلت الصلاة فسار كما هو الى أن نزل فجمع بين الظهر والعصر.[13]

## وادي هبيب في مصر
ذكر ابن يونس أن هبيب بن مغفل اعتزل الفتنة بعد قتل عثمان في وادٍ بين مريوط والفيوم، فصار ذلك يعرف به، ويقال له وادِي هُبَيب.